# Лоріцифери
Лоріцифери (лат. Loricifera) — група морських інтерстиціальних  безхребетних, описана в 1983 р. як новий  тип тваринного царства. Перший вид Nanaloricus mysticus був описаний данським зоологом  Райнхарттом Крістенсеном.
Мешкають в інтерстиціалі від прибережжя до глибини 7000 м. Довжина тіла дорослих особин від 100 мкм до 1 мм, хіггінсові личинки деяких видів можуть досягати 800 мікрон.
Тіло ділиться на тулуб і хобот (інтроверт). Тулуб покрито  кутикулою — лорикою, яка складається з окремих пластинок. Інтроверт розділений на ротової конус, озброєний стилетами, середню частину з довгими придатками — скалідамі і шийну область.
З яйця виходить так звана хіггінсова личинка.
За сучасними уявленнями лоріцифер включають до групи Scalidophora — червів, несучих інтроверт і скаліди, куди також належать пріапуліди і кіноринхи.
Серед лоріцифер виявлено види, які постійно мешкають в анаеробних умовах — унікальна риса, поки не виявлена у інших тварин.

## Родини і роди
1. Nanaloricidae
  - Armorloricus
  - Australoricus
  - Nanaloricus
  - Phoeniciloricus
  - Spinoloricus
2. Pliciloricidae
  - Pliciloricus
  - Rugiloricus
  - Titaniloricus
3. Urnaloricidae

## Види

### Armorloricus
- Armorloricus davidi Kristensen & Gad, 2004
- Armorloricus elegans Kristensen & Gad, 2004
- Armorloricus kristenseni Heiner, 2004

### Australoricus
- Australoricus oculatus

### Nanaloricus
- Nanaloricus khaitatus Todaro & Kristensen, 1998
- Nanaloricus mysticus Kristensen, 1983

### Phoeniciloricus
- Phoeniciloricus simplidigitatus Gad, 2004

### Pliciloricus
- Pliciloricus cavernicola
- Pliciloricus corvus Gad, 2005
- Pliciloricus dubius Higgins & Kristensen, 1986
- Pliciloricus enigmaticus Higgins & Kristensen, 1986
- Pliciloricus gracilis Higgins & Kristensen, 1986
- Pliciloricus hadalis Kristensen & Shirayama 1988
- Pliciloricus leocaudatus Heiner & Kristensen, 2005
- Pliciloricus orphanus Higgins & Kristensen, 1986
- Pliciloricus pedicularis Gad 2005
- Pliciloricus profundus Higgins & Kristensen, 1986
- Pliciloricus senicirrus Gad, 2005
- Pliciloricus shukeri Heiner & Kristensen, 2005

### Rugiloricus
- Rugiloricus carolinensis Higgins & Kristensen, 1986
- Rugiloricus cauliculus Higgins & Kristensen, 1986
- Rugiloricus ornatus Higgins & Kristensen, 1986
- Rugiloricus polaris Gad and Arbizu, 2005

### Titaniloricus
- Titaniloricus inexpectatovus Gad, 2005